# Parker Hannifin
Parker-Hannifin Corporation, originariamente Parker Appliance Company, e usualmente Parker, è una società statunitense specializzata in automazione industriale. La sede è a Mayfield Heights, Ohio, nella Greater Cleveland. La società venne fondata nel 1917 e fu messa in Borsa alla NYSE dal 9 dicembre 1964.
Nel 2016 era alla posizione 230 della Fortune 500.

## Storia

### 1917-1950

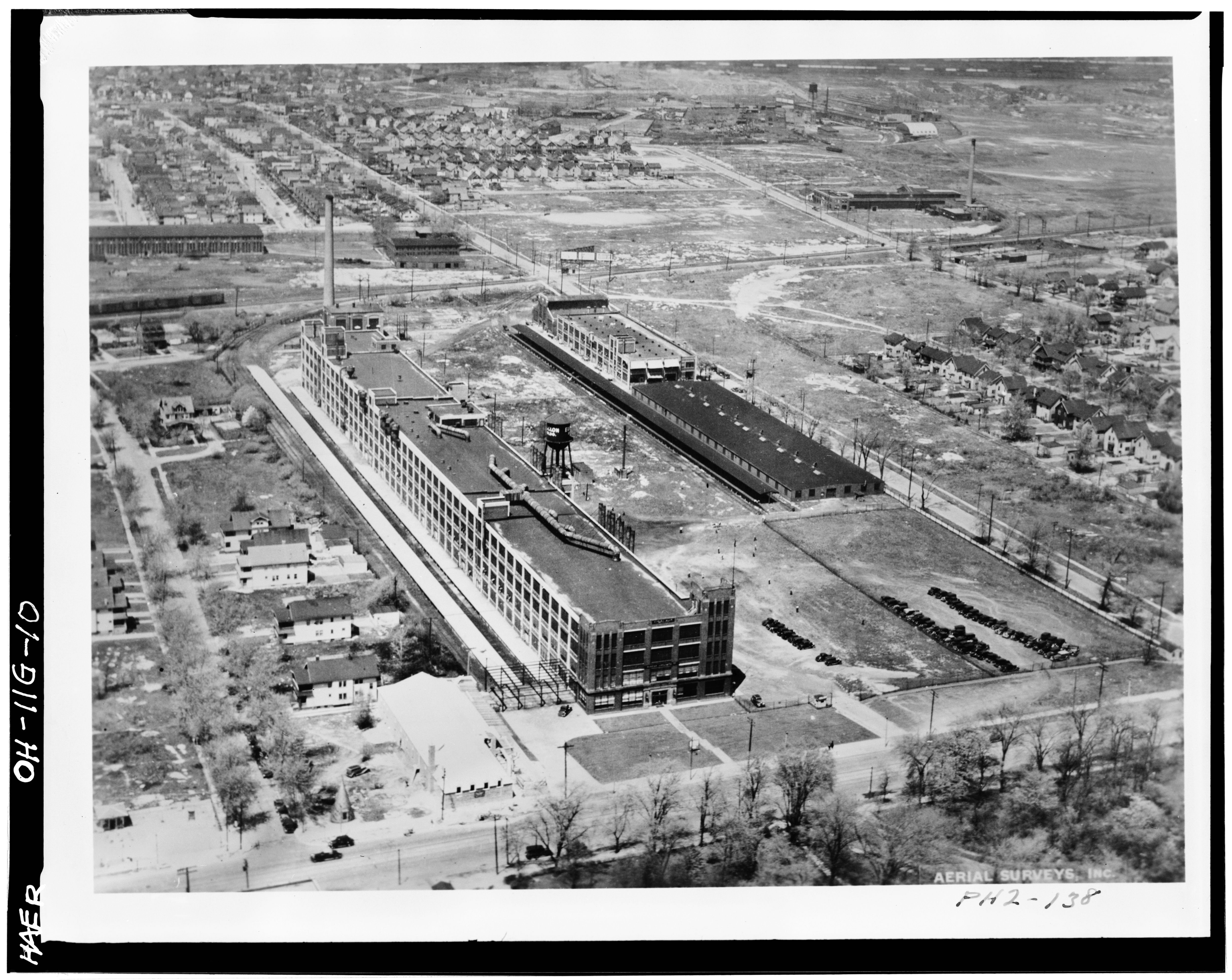
Nel 1935, Arthur L. Parker creò la sede sulla Euclid Avenue (Cleveland)

Arthur L. Parker fondò la Parker Appliance Company in Ohio nel 1917-1918. Costruì originariamente freni pneumatici per autobus, camion e treni. Nel 1919 un camion Parker ebbe un incidente, perdendo tutto il materiale aziendale e obbligando Parker a trovare altra occupazione. Rifondò la società Parker Appliance Company nel 1924.
Nel 1927, la società entrò nel settore aeronautico. Charles Lindbergh scelse prodotti Parker per il suo Spirit of St. Louis. Parker costruì i sistemi di connessione tra i 16 serbatoi tra loro.
Durante la seconda guerra mondiale, Parker divenne fornitore della U.S. Air Force. Dal 1943, la società occupò 5.000 persone. Dopo la morte di Arthur Parker nel 1945 e la fine della guerra, la società fu vicina all’insolvenza. La moglie di Arthur Parker, Helen Parker, assunse il controllo. Riconvertì la società ai prodotti civili.

## Aerospace
Parker Aerospace, disegna prodotti idraulici per l'industria aerospaziale. Per aeromobili produce sistemi per la gestione del carburante e per il controllo della temperatura nell'abitacolo. La sede è a Irvine (California), Parker Aerospace ha sede anche in Arizona e Mexico. Produce tra gli altri per Airbus, Rolls-Royce, Commercial Aircraft Corporation of China e altri.

### Incidenti del Boeing 737
Nel 1995 vengono scoperti diversi difetti a prodotti Parker sui velivoli Boeing per la linea 737.

### Difetti agli impianti carburante del F-35
Nel 2013 la variante F-35B del Lockheed Martin F-35 Lightning II ha manifestato problemi agli impianti carburante. Il difetto venne riscontrato ad un prodotto della Parker Hannifin Stratoflex division.